# George van Heukelom (architect)

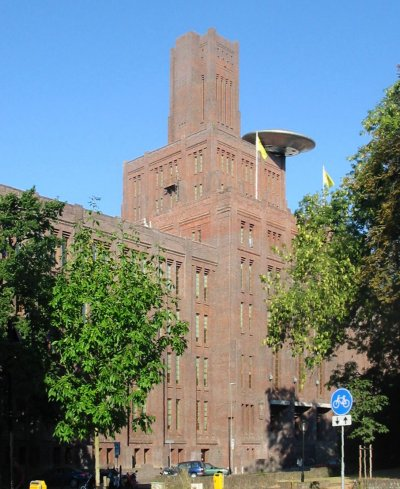
Het door Van Heukelom ontworpen gebouw De Inktpot in Utrecht. 1921.

George Willem van Heukelom (Tilburg, 29 maart 1870 – Utrecht, 17 februari 1952) was een Nederlands ingenieur en architect.

## Leven en werk
In 1891 trad Van Heukelom in dienst van de Maatschappij tot Exploitatie van Staatsspoorwegen als aspirant-ingenieur. Constructies zoals bruggen, perronaanpassingen en stationsoverkappingen behoorden tot zijn eerste werkzaamheden. Zijn eerste volledig zelfstandig uitgevoerde opdrachten waren de ijzeren perronoverkappingen van Vlissingen en Utrecht (1893-1895) en het ontwerp voor de lange perronoverkapping van station 's-Hertogenbosch. Eduard Cuypers was de architect van dit laatste station en Van Heukelom was goed bevriend met hem en via hem maakte hij kennis met de ideeën van architect Berlage. Samen met Cuypers richtte Van Heukelom in 1903 in Amsterdam een atelier op voor toegepaste kunst, genaamd 'Het Huis'.
In 1899-1902 was Van Heukelom belast met het ontwerp en de bouw van het nieuwe station van Hengelo en in 1903 begon hij met het ontwerp en de uitvoering van het Nederlandse deel van het station van Baarle-Nassau Grens. De meest opvallende elementen van dit station waren het hoofdgebouw, de douaneloods en de locomotievenloods. Tot 1907 werkte Van Heukelom ook aan station Roosendaal waarvan de voorgevel al door rijksbouwmeester Daniël Knuttel was ontworpen. De locomotievenloods in Roosendaal is ontworpen door Van Heukelom. 
Na deze periode was Van Heukelom betrokken bij de aanleg van de lijn Eindhoven-Weert (1909-1913), een zeer omvangrijk project dat niet alleen bestond uit de bouw van de nieuwe stations Eindhoven en Weert, maar ook de tussengelegen, kleinere stations Geldrop, Heeze, Maarheeze, Tongelre en Sterksel, tezamen met de seinhuizen en wisselwachterswoningen. Van Heukelom rekende zelf tot zijn beste prestaties een aantal van vier naast elkaar gelegen bruggen over de Zuid-Willemsvaart.
De ideeën van Berlage kregen ondertussen zijn invloed op het werk van Van Heukelom. Dit was te zien in de ruimtelijke opbouw van Station Maastricht (1912-1915), het eerste station in de 20e eeuw dat niet alleen als kopstation, maar tevens als station voor doorgaand treinverkeer was ontworpen. Het geheel van baksteen opgetrokken gebouw heeft een imposante toren en trapgevels. In het interieur zijn accenten in geelgroen geglazuurde baksteen aangebracht en vallen vooral de glas-in-loodramen op, ontworpen door de bevriende glaskunstenaar Jan Schouten. Hij ontwierp in 1913 het station Klimmen-Ransdaal.
In 1914 trouwde Van Heukelom met de componiste en pianiste Henriëtte van den Brandeler.
Ondertussen was Van Heukelom in 1913 chef geworden van de Dienst van Weg en Werken van de Staatsspoorwegen. Eind 1918 voerde Van Heukelom, die inmiddels op 8 januari 1917 het eredoctoraat in de Technische Wetenschappen van de Technische Hoogeschool in Delft had gekregen, met de spoorwegdirectie de eerste gesprekken over een nieuw te bouwen administratiekantoor in Utrecht. Spoedig volgde het eerste schetsontwerp voor zijn bekendste werk, het Derde Administratiegebouw (beter bekend als De Inktpot), dat, ondanks de problemen van rantsoenering en distributie van bouwmaterialen als gevolg van de Eerste Wereldoorlog, al na drie jaar, in 1921, gereed kwam. Om het werk te kunnen verwezenlijken, richtte Van Heukelom 'Het Bouwbedrijf' op - later 'Spoorwegbouwbedrijf' genaamd - dat een eigen baksteenfabriek in het Oost-Brabantse Schijndel en bossen in Zuid-Limburg exploiteerde. De capaciteit bleek onvoldoende en ook de Zuilense steenfabriek 'De Volharding' werd aangekocht. Het Administratiegebouw was, met de 21 miljoen bakstenen die uiteindelijk nodig waren, het grootste in baksteen opgetrokken gebouw in Nederland en een van de grootste in Europa. Voor de fundering werden door Van Heukelom kilometers spoorstaaf benut. Voor het gebouw ontwierp hij tevens de inrichting en meubilering. Alle deuren in het gebouw werden geleverd door de Werkspoorfabrieken te Zuilen. Het Derde Administratiegebouw maakte de architect eveneens in het buitenland beroemd.
Naast zijn werk bij de Nederlandsche Spoorwegen was Van Heukelom actief op het gebied van restauratie van kerken en monumentale gebouwen. In 1922 werd hij benoemd tot voorzitter van de commissie voor de restauratie van de Utrechtse Domtoren. In die hoedanigheid ontwierp hij onder meer het ontvangstgebouw naast de Domtoren. Andere restauraties die door Van Heukelom in Utrecht werden uitgevoerd, waren:
- de regentenzaal van het Bartholomeïgasthuis (1935)
- de Nicolaïkerk (vanaf 1940)
- de toren van de Buurkerk
- de Jacobikerk (vanaf 1940)
- de Janskerk (1947).

Buiten Utrecht voerde Van Heukelom nog andere restauraties uit, waaronder:
- de Martinikerk in Groningen (1936-1948)
- de in de Tweede Wereldoorlog ernstig beschadigde kerktoren van het Oost-Brabantse Sambeek (1947)
- de Grote Kerk in Breda (1948-1952).

## Trivia
- Het Van Heukelompark in de Utrechtse wijk Zuilen, de Van Heukelomstraat in de Weerter wijk Keent en de Van Heukelomstraat in de Rotterdamse Prins Alexanderpolder zijn alle naar George van Heukelom vernoemd.